# 高碘酸銣
高碘酸銣是一種無機化合物，屬於離子化合物，其化學式為RbIO4。

## 制備
氫氧化銣與碘酸銣混合，在氯氣中反應制得
RbIO3 + 2RbOH + Cl2 → RbIO4 + 2RbCl + H2O

## 性質

### 物理性質
高碘酸銣晶體結構為四方晶系，其空間群為I41/a，晶格參數為 a =592.1 pm和c=1305.2 pm，每單位晶胞有四個單位晶體結構與高碘酸鉀類似 。

### 化學性質
當加熱時，它分解並釋放氧氣。
RbIO4 → RbI + 2O2↑ 